# Jean-Baptiste Hus
Jean-Baptiste Hus (Parijs, juni 1736 - aldaar, 1805) was een Frans balletdanser en balletmeester die werkte onder de artiestennaam Hus-Malo. 
Jean-Baptiste Hus behoorde dus tot de Hus-dynastie, een 18e-eeuwse familie van dansers en toneelspelers. Hij was de zoon van François Hus en Françoise-Nicole Gravillon en was ook de broer van de actrice Mademoiselle Hus. Hus was een student van Louis Dupré, Gaétan Vestris en Jean-Georges Noverre. Ook trouwde hij met de balletdanseres Elisabeth Bayard, ook bekend als Mademoiselle Bibi, en adopteerde hij Bayards zoon Pierre-Louis Stapleton, die hij eveneens hielp met een dansloopbaan uit te bouwen.
Jean-Baptise Hus was vanaf 1759 balletmeester aan de Koninklijke Muntschouwburg te Brussel.

## Kinderen
- Pierre-Louis Stapleton, geboren op 17 juni 1758 en geadopteerd door Jean-Baptiste Hus.
- Albert-Francois-Joseph, geboren en gedoopt te Brussel op 29 mei 1762.
- Jean-Pierre, geboren en gedoopt op 19 oktober 1766.
- Madeleine, gedoopt te Lyon op 16 april 1770.
- Pierre-François, gedoopt op 19 november 1774.